# Terra X: Ein Tag in …
Ein Tag in … ist eine Terra-X-Dokumentationsreihe, die erstmals 2016 ausgestrahlt wurde. Die ZDF-Reihe stellt den Alltag vergangener Epochen anhand exemplarischer Tagesabläufe dar. Im Mittelpunkt jeder Episode steht jeweils eine fiktive Person, deren Tagesablauf beispielhaft für die betrachtete Epoche rekonstruiert wird. Der Fokus der Reihe liegt hierbei explizit auf dem Leben der durchschnittlichen Bevölkerung.
Bei der vierten Staffel werden davon abweichend real existierende historische Personen dargestellt.

## Inhalt
Die drei Episoden der ersten Staffel behandeln einen Feuerwehrmann im Alten Rom, einen Wundarzt im Frankfurt des Mittelalters und eine Dienstmagd im Berlin der Kaiserzeit. Die zweite Staffel widmet sich einer Hebamme im Köln zur Zeit des Dreißigjährigen Krieges, einem Perückenmacher im vorrevolutionären Paris und einem Kriminalkommissar im Berlin der Goldenen Zwanziger. Die dritte Staffel begleitet eine Witwe in Dresden kurz nach Ende des Zweiten Weltkrieges, einen Kastellan im 13. Jahrhundert und einen deutschen Einwanderer in New York gegen Ende des 19. Jahrhunderts. Einen Tag im Leben eines Scharfrichters in Nürnberg im ausgehenden 16. Jahrhundert, der ersten neuzeitlichen Universitätsprofessorin Europas in Bologna und eines Passfälschers in Berlin während des Zweiten Weltkrieges stellt die vierte Staffel dar.
Neben allgemeineren Einblicken in alltägliche Themen wie Ernährung, Hygiene, Arbeitswelt, Städtebau sowie rechtliche Verhältnisse setzt jede Episode thematische Schwerpunkte entsprechend der jeweiligen Profession der Protagonisten.

## Episoden
| Folge     | Episodentitel                    | Erstausstrahlung  | Sender | Hauptrolle                           |
| --------- | -------------------------------- | ----------------- | ------ | ------------------------------------ |
| Staffel 1 |                                  |                   |        |                                      |
| 1         | Ein Tag im Alten Rom             | 4. Dezember 2016  | ZDF    | Timur Işık als Quintus Pompeius Naso |
| 2         | Ein Tag im Mittelalter           | 11. Dezember 2016 | ZDF    | Martin Rother als Jakob Althaus      |
| 3         | Ein Tag in der Kaiserzeit        | 18. Dezember 2016 | ZDF    | Lara-Maria Wichels als Minna Eschler |
| Staffel 2 |                                  |                   |        |                                      |
| 4         | Ein Tag in Köln 1629             | 23. Februar 2019  | arte   | Julia Thurnau als Anna Stein         |
| 5         | Ein Tag in Paris 1775            | 23. Februar 2019  | arte   | Max Hegewald als Léonard Minet       |
| 6         | Ein Tag in Berlin 1926           | 10. März 2019     | ZDF    | Christian Clauß als Fritz Kiehl      |
| Staffel 3 |                                  |                   |        |                                      |
| 7         | Ein Tag in Dresden 1946          | 9. Dezember 2021  | arte   | Henrike von Kuick als Elli Göbel     |
| 8         | Ein Tag auf Burg Münzenberg 1218 | 11. Dezember 2021 | arte   | Paul Lux als Eberhard von Münzenberg |
| 9         | Ein Tag in New York 1882         | 11. Dezember 2021 | arte   | Leon Blaschke als Leon Schmidt       |
| Staffel 4 |                                  |                   |        |                                      |
| 10        | Ein Tag in Nürnberg 1593         | 7. September 2024 | arte   | Lucas Prisor als Frantz Schmidt      |
| 11        | Ein Tag in Bologna 1752          | 7. September 2024 | arte   | Julia Goldberg als Laura Bassi       |
| 12        | Ein Tag in Berlin 1943           | 27. Oktober 2024  | ZDF    | Juri Senft als Cioma Schönhaus       |

## Kritik
Die Dokumentationsreihe wurde von Experten der Alltagsgeschichte und Realienkunde der jeweiligen Zeiten teilweise deutlich kritisiert. Die Reihe gilt gerade wegen ihres Erfolgs und der Weiterverwendung der Spielszenen in weiteren Dokumentationen und Web-Veröffentlichungen von Terra X als Vorzeigebeispiel dafür, wie über falsche Ausstattung und vorgefertigte Bilder im Kopf des Produktionsteams falsche Klischees über den Alltag in vergangenen Epochen wiederholt und verfestigt werden.
Namhafte wissenschaftliche Berater, teilweise mit Auftritten als Experten, kamen in einigen Folgen mit ihren Aussagen nicht gegen den bereits bestehenden Plan und entsprechende Fragen und Schnitte an. Die Berater hatten keinen Einfluss auf die Produktion und oft keine Kenntnis von den wirkmächtigen Bildern der Spielszenen und die von ihnen reproduzierten Klischees. An mehreren Stellen widersprachen sich gesprochene Aussagen und Aussagen der Spielszenen. Teilweise erhielten grundsätzlich richtige Aussagen im Sprechtext durch die Spielszenen eine falsche Färbung und implizite Interpretation.
In den sozialen Medien wurden vor allem Folge 2 „Ein Tag im Mittelalter“ und Folge 5: „Ein Tag in Paris 1775“ ausführlich kritisiert. Themen waren in beiden Fällen die weitgehende Abwesenheit passender Ausstattung für die Zeit. Für Folge 2 auch für die Auswahl der Inhalte, die sich durch das ganze Mittelalter und die frühe Neuzeit zogen, obwohl für Frankfurt im ausgehenden 15. Jahrhundert genügend spezifische Quellen bestanden hätten. 
Besonders wurde das klischeegeprägte negative Epochenbild vom „schmutzigen Mittelalter“ in praktisch allen Aspekten der Produktion beklagt. Unter anderem wurde die Behauptung, Terra X hätte für die Darstellung von Frankfurt im Mittelalter extra eine historisch korrekte Kulisse gebaut, widerlegt, als Zuschauer herausfanden, dass die Kulisse das Dorf aus dem Fantasy-Actionfilm Hänsel und Gretel: Hexenjäger ist.
Inzwischen wurde die Folge 2 auch von diversen szenebekannten Geschichtsvermittlern und Filmausstattern ausgiebig kritisiert. Kritische Besprechungen mit Ausschnitten der Dokumentation waren auf YouTube aufgrund von Copyright-Gründen nicht möglich.

## Belege
1. 1 2  Pressemappe zu „Terra X: Ein Tag in …“ Nürnberg 1593, Bologna 1752 und Berlin 1943. In: presseportal.zdf.de. ZDF, abgerufen am 7. September 2024.
2. ↑  Ein Tag in ... Abgerufen am 17. Dezember 2024.
3. ↑  Episodenguide bei Fernsehserien.de
4. ↑  Massengeschmack-TV: "Haarsträubend": Geschichtsexperte entsetzt über TERRA X im ZDF. 17. April 2022, abgerufen am 17. Dezember 2024.
5. ↑  Veröffentlichung von Setfotos. In: Facebook. 9. Dezember 2016, abgerufen am 28. April 2022.
6. ↑  Terra X - Die zweite Folge der "Terra X"-Reihe "Ein Tag in …" In: Facebook. Abgerufen am 28. April 2022.
7. ↑  Hänsel & Gretel - Art Department Studio Babelsberg. Abgerufen am 28. April 2022.
8. ↑  Kaptorga - Visual History: Das schmutzige Mittelalter - ein hartnäckiger Mythos und sein Ursprung | Geschichtsnerdismus. 21. Juli 2021, abgerufen am 28. September 2021.
9. ↑  Geschichtsfenster: Terra X zerstört das Mittelalter! Eine Reaktion 1. März 2022, abgerufen am 1. März 2022.